# Hugo II van Bourgondië

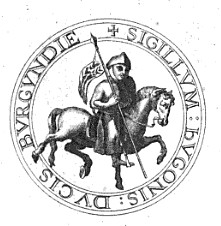
Zegel van Hugo van Bourgondië uit 1131 met het omschrift: "sigillvm hvgonis dvcis bvrgvndie".

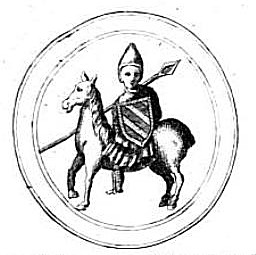
Zegel van Hugo II van Bourgondië uit 1131.

Hugo II van Bourgondië (bijgenaamd de Vredelievende, Frans: Hugues II le Pacifique; 1084/1085 - kort na 6 februari 1143) was hertog van Bourgondië van 1103 tot 1143.

## Leven
Hugo was een zoon van Odo I van Bourgondië en diens vrouw Sibylle. Hugo werd geselecteerd als custos voor de abdij van Saint-Bénigne, en dit ambt zou door zijn nakomelingen worden waargenomen tot aan het eind van de 12e eeuw.
Hij nam reeds in 1101 het regentschap over het hertogdom op zich, nadat zijn vader op de Kruisvaart van 1101 was vertrokken. Toen zijn vader in de loop van deze Kruisvaart stierf, volgde hij hem op als hertog.
Hij streed in 1109 onder koning Lodewijk VI van Frankrijk tegen koning Hendrik I van Engeland, vervolgens tegen keizer Hendrik V, die in 1124 in het graafschap Champagne was binnengevallen. Buiten deze beide episodes, die bovendien buiten het hertogdom Bourgondië plaatsvonden, waren er maar weinig conflicten tijdens zijn regeringsperiode, waardoor hij de bijnaam de Vredelievende kreeg. Toen Dijon in 1137 door brand werd verwoest, werd de stad door Hugo II heropgebouwd.

## Huwelijk en nakomelingen
Hij trouwde rond 1115 met Felicia-Matilda van Mayenne, dochter van graaf Gauthier van Mayenne en Adelina de Presles.
Het paar had de volgende kinderen:
- Aigeline van Bourgondië (1116 - ), getrouwd met graaf Hugo I van Vaudemont
- Clemence van Bourgondië (1117 - ), getrouwd met Godfried III van Donzy[1]
- Odo II van Bourgondië (1118-1162), hertog van Bourgondië, getrouwd met  Maria van Champagne[1]
- Gauthier (1120-1180), aartsbisschop van Besançon en bisschop van Langres
- Hugo le Roux (1121-1171), getrouwd met Isabel van Chalon[1]
- Robert (1122-1140), bisschop van Autun[1]
- Hendrik (1124-1170), bisschop van Autun[1]
- Raymond (1125-1156), graaf van Grignon, getrouwd met Agnes van Montpensier[1]
- Sibylla van Bourgondië (1126 - 1150), getrouwd met Rogier II van Sicilië[4]
- Ducissa (1128 - ), getrouwd met Raymond de Grancy
- Mathilde van Bourgondië (1130 - 1159), getrouwd met Willem VII van Montpellier[1]
- Aremburge (1132 - ), non[1]

## Voorouders
| Voorouders van Hugo II van Bourgondië | Voorouders van Hugo II van Bourgondië                                       | Voorouders van Hugo II van Bourgondië                                       | Voorouders van Hugo II van Bourgondië                                 | Voorouders van Hugo II van Bourgondië                                 | Voorouders van Hugo II van Bourgondië                                    | Voorouders van Hugo II van Bourgondië                                    | Voorouders van Hugo II van Bourgondië                                 | Voorouders van Hugo II van Bourgondië                                 |
| ------------------------------------- | --------------------------------------------------------------------------- | --------------------------------------------------------------------------- | --------------------------------------------------------------------- | --------------------------------------------------------------------- | ------------------------------------------------------------------------ | ------------------------------------------------------------------------ | --------------------------------------------------------------------- | --------------------------------------------------------------------- |
| Overgrootouders                       | Robert I van Bourgondië (1011-1076) ∞ Helia van Sémur-Brionnais (1086-1034) | Robert I van Bourgondië (1011-1076) ∞ Helia van Sémur-Brionnais (1086-1034) | ? (-) ∞ ? (-)                                                         | ? (-) ∞ ? (-)                                                         | Reinoud I van Bourgondië (986-1057) ∞ Adelheid van Normandië (1005-1038) | Reinoud I van Bourgondië (986-1057) ∞ Adelheid van Normandië (1005-1038) | ? (-) ∞ ? (-)                                                         | ? (-) ∞ ? (-)                                                         |
| Grootouders                           | Hendrik van Bourgondië (1035-1066) ∞ ? (-)                                  | Hendrik van Bourgondië (1035-1066) ∞ ? (-)                                  | Hendrik van Bourgondië (1035-1066) ∞ ? (-)                            | Hendrik van Bourgondië (1035-1066) ∞ ? (-)                            | Willem I van Bourgondië (1020-1087) ∞ Stephania van Longwy-Metz          | Willem I van Bourgondië (1020-1087) ∞ Stephania van Longwy-Metz          | Willem I van Bourgondië (1020-1087) ∞ Stephania van Longwy-Metz       | Willem I van Bourgondië (1020-1087) ∞ Stephania van Longwy-Metz       |
| Ouders                                | Odo I van Bourgondië (1060-1102) ∞ Sibylla van Bourgondië (1065-1101)       | Odo I van Bourgondië (1060-1102) ∞ Sibylla van Bourgondië (1065-1101)       | Odo I van Bourgondië (1060-1102) ∞ Sibylla van Bourgondië (1065-1101) | Odo I van Bourgondië (1060-1102) ∞ Sibylla van Bourgondië (1065-1101) | Odo I van Bourgondië (1060-1102) ∞ Sibylla van Bourgondië (1065-1101)    | Odo I van Bourgondië (1060-1102) ∞ Sibylla van Bourgondië (1065-1101)    | Odo I van Bourgondië (1060-1102) ∞ Sibylla van Bourgondië (1065-1101) | Odo I van Bourgondië (1060-1102) ∞ Sibylla van Bourgondië (1065-1101) |